# Issachar

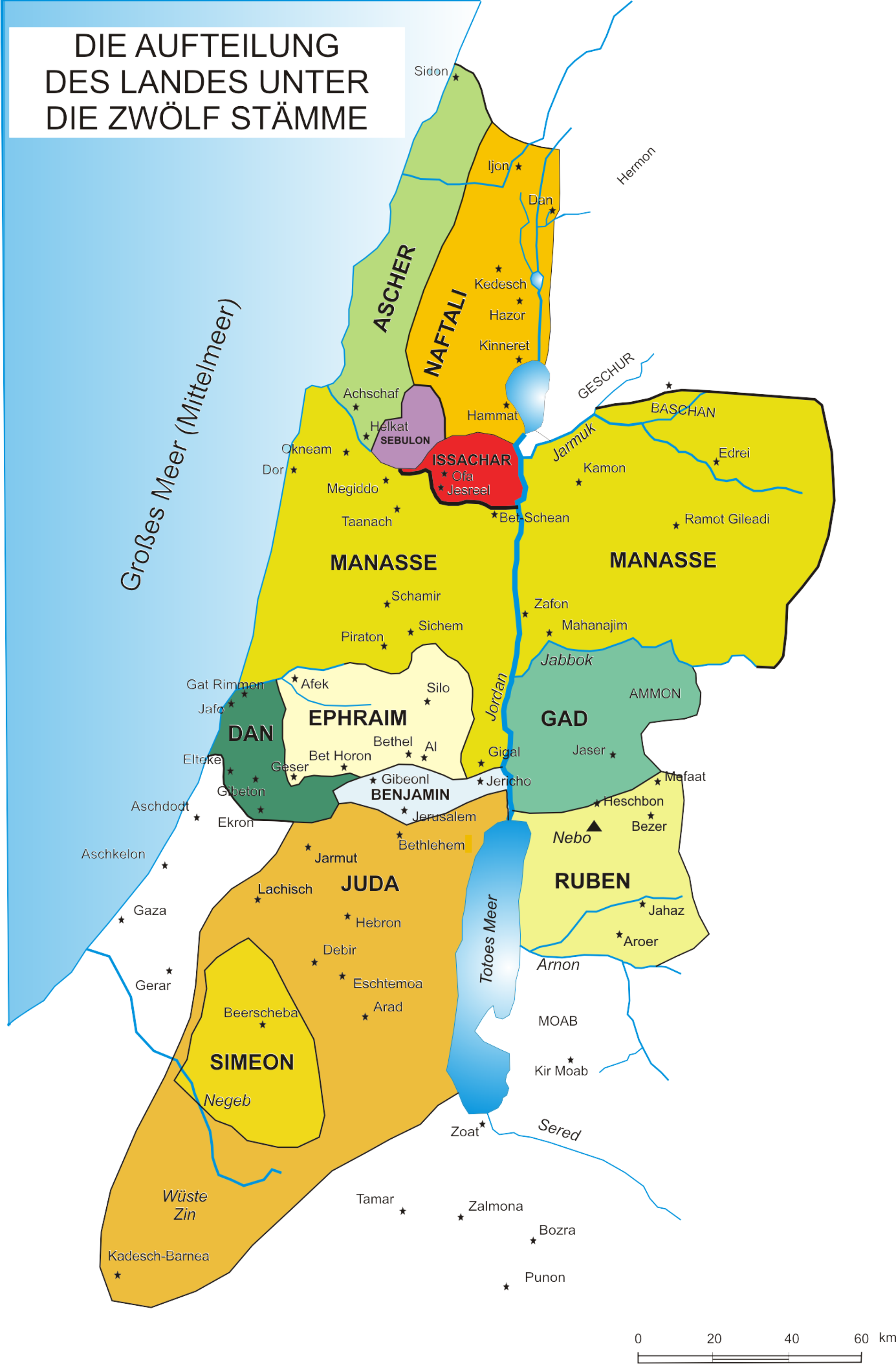
Das Verbreitungsgebiet der 12 Stämme Israels

Issachar (hebräisch יִשָּׂשכָר, auch Isachar) ist der neunte der zwölf Söhne Jakobs im Tanach, der hebräischen Bibel (Gen 35,23 ). Seine Nachkommen gelten dort als einer der Zwölf Stämme Israels in der Frühzeit des jüdischen Volkes, das seine Herkunft auf die Erzväter zurückführte. Issachars Mutter war Lea, die erste Frau Jakobs.
Der Stamm Issachar bewohnte die östliche Jesreelebene, den Süden der späteren römischen Provinz Galiläa. Als einer der zehn Verlorenen Stämme Israels verschwand er nach der Eroberung des Nordreichs Israel durch den assyrischen Herrscher Sargon II. (722 v. Chr.).
Im Jakobssegen (Gen 49 ) wird er als knorriger Esel und fronpflichtiger Knecht beschrieben. In späterer Zeit wurde Issachars Symboltier, der Esel, durch einen Bären ersetzt, hebr. Dov (דוב). In den Testamenten der zwölf Patriarchen wird Issachar als einfacher Landmann geschildert. Er verkörpert die Tugend der Einfalt, die für eine prominente Rolle in der Ethik dieser Schrift steht. 

## Familie
Issachar ist der Sohn von Jakob (Israel) und Lea. Seine Großeltern waren Isaak und dessen Frau Rebekka, sowie Laban und dessen Frau. Seine fünf Brüder sind Ruben, Schimon, Levi, Juda und Sebulon. Er hat eine Schwester, Dina. Seine Mutter hatte eine Magd, Silpa. Formal wurden auch die Söhne von Jakob und Silpa, Gad und Ascher als Söhne Leas und somit Brüder Issachars angesehen. Daneben hatte er noch vier Halbbrüder. Als Söhne Issachars werden nach Gen 46,13  Tola (תּוֹלָע), Puwa (פֻוָּה [ɸuwa] oder [ɸuʍa]), Job (יוֹב [jow]) und Schimron (שִׁמְרוֹן) genannt (vgl. ). Nach 1. Chr 7,1  heißt sein zweiter Sohn פוּאָה [ɸuʔa] und sein dritter Sohn יָשִׁיב [jaʃiw].